# 磐梨郡
磐梨郡是過去位於岡山縣東部的一郡，已於1900年4月1日與赤坂郡合併為赤磐郡。
過去的範圍包括現在的赤磐市東南部地區、岡山市東區東北部地區、和氣町西部地區。

## 歷史
最初磐梨郡是屬於赤坂郡的一部分，直到721年，赤坂郡東部與邑久郡北部被分割出共同設制為藤原郡（先後又改名為藤原郡、東野郡），788年東野郡再以吉井川為界，以西設為磐梨郡，以東設和氣郡。
在令制國時代，亦曾被寫為「石生郡」、「岩生郡」、「磐生郡」，直到明治時代才統一使用「磐梨」。

### 沿革
- 1889年6月1日：實施町村制，磐梨郡下設：物理村、太田村、吉岡村、潟瀨村、可真村、豐田村、小野田村、佐伯北村、佐伯本村、佐伯上村、石生村。（11村）
- 1900年4月1日：赤坂郡和磐梨郡合併為赤磐郡。